# Battle for Normandy
Battle for Normandy est un jeu vidéo de type wargame créé par Chuck Kroegel et David Landrey et publié par Strategic Simulations en 1982 sur Apple II, Atari 8-bit et TRS-80 puis porté sur Commodore 64 et IBM PC. Le jeu se déroule pendant la Seconde Guerre mondiale et simule le débarquement en Normandie. Le joueur peut diriger les forces alliées ou allemandes. Dans le premier cas, son objectif est d’établir des têtes de points sur les plages de Normandie puis de parvenir à s’infiltrer à l’intérieur du pays afin de prendre le contrôle des axes routiers de Caen, Saint-Lô et du port de Cherbourg. Le jeu prend en compte de nombreux paramètres incluant la météo, les parachutages et les bombardements navals.

## Système de jeu
Battle for Normandy est un wargame qui simule, au niveau opérationnel, le débarquement en Normandie puis les prémices de l’opération Cobra entre le 6 et le 30 juin 1944 pendant la seconde Guerre mondiale,. Il s’appuie pour cela sur les mêmes mécanismes de jeu que son prédécesseur, Tigers in the Snow. Le jeu oppose les Allemands aux Alliés dont l’objectif est d’établir des têtes de pont sur quatre plages normandes, puis  de prendre le contrôle du port de Cherbourg et des axes routiers de Caen et de Saint-Lô. Il peut opposer deux joueurs ou un joueur et l’ordinateur, qui peut contrôler aussi bien les Alliés que les Allemands,.
Le jeu se déroule sur une carte représentant une partie de la Normandie, entre Coutances au sud-ouest, Cherbourg au nord-ouest et Cabourg à l’est. Les joueurs y contrôlent des unités militaires regroupées en brigades, en régiments ou en divisions. Les joueurs accumulent des points de victoire en affaiblissant ou en éliminant les unités adverses mais aussi en occupant des positions stratégique ou en contrôlant certains objectifs. Les Alliés gagnent ainsi des points supplémentaires lorsque leurs unités pénètrent dans les terres et en occupant Cherbourg, Caen et Saint-Lô. De leur côté, les Allemands gagnent des points pour chaque unité présente à proximité des plages du débarquement.

## Publication
Battle for Normandy est développé par Tactical Design Group, un studio fondé par Chuck Kroegel et David Landrey et dont Strategic Simulations a déjà publié deux jeux –  Tigers in the Snow et The Battle of Shiloh – en 1981. Battle for Normandy est publié par Strategic Simulations en 1982 simultanément sur Apple II, Atari 8-bit et TRS-80. Il est ensuite porté sur IBM PC en août 1983 et sur Commodore 64 en novembre de la même année,. Le jeu est également publié au Royaume-Uni par US Gold en janvier 1985. Toujours au Royaume-Uni, il est réédité en 1987 dans une compilation baptisée War Game Greats qui inclut également trois autres wargame publiés par Strategic Simulations : Tigers in the Snow (1981), Combat Leader (1983) et Knights of the Desert (1983).

## Accueil
| Battle for Normandy |      |       |
| Média               | Nat. | Notes |
| CGW                 | US   | 3.5/5 |
| Jeux et Stratégie   | FR   | 3/5   |
| Tilt                | FR   | 4/6   |
| Zzap!64             | RU   | 74%   |

À sa sortie, Battle for Normandy fait d’abord l’objet d’une critique très positive de Mark Lacine dans le magazine Computer Gaming World. Celui-ci le compare d’abord à son prédécesseur, Tigers in the Snow, et juge qu’en tant que simulation historique, il lui est nettement supérieur grâce notamment à la documentation abondante qui existe sur la campagne de Normandie. Il regrette en revanche que, comme dans Tigers in the Snow, les unités ne peuvent être superposées ce qui, d’après lui, est en contradiction avec la réalité historique de cette période, même si cela ne l’empêche pas d’être une bonne représentation de la campagne de Normandie. Outre les évolutions par rapport à son prédécesseur, il salue également la nette amélioration des temps de calcul de l’ordinateur, par rapport aux précédents titres de Strategic Simulations, et conclut qu’il se révèle être un jeu agréable qui peut être joué et rejoué. Dans le même magazine, Jay Selover explique tout d’abord que Battle for Normandy peut être salué en tant que jeu pour sa prise en main facile, la vitesse d’exécution du programme, son équilibre, ses nombreuses options et la compétence du joueur contrôlé par l’ordinateur. Il juge en revanche le jeu moins convaincant en tant que simulation historique. En effet, s’il estime que le jeu propose une gestion réaliste des combats et du ravitaillement, il juge qu’il n’est pas fidèle à la réalité historique dans sa manière de simuler l’enchainement des objectifs et des opérations et que les tactiques utilisées lors du débarquement ne sont donc pas forcement efficaces dans le jeu. Battle for Normandy fait également l’objet d’une critique très positive du journaliste du magazine Softalk. Celui-ci met d’abord en avant l’excellente qualité de ses graphismes, que ce soit pour le terrain ou les pions représentant les unités. Il salue également son bon équilibre entre complexité et jouabilité, son interface et l’option permettant de régler la difficulté qui, d’après lui, devrait lui permettre de satisfaire les débutants aussi bien que les experts. Il fait enfin l’éloge du joueur contrôlé par l’ordinateur, qu’il juge « agressif et compétent » et conclut qu’il considère le jeu comme le meilleur wargame de niveau intermédiaire jusque-là publié par Strategic Simulations.